# Arrondissement Marmande
Das Arrondissement Marmande ist ein Verwaltungsbezirk im Département Lot-et-Garonne in der französischen Region Nouvelle-Aquitaine.

## Geschichte
Am 4. März 1790 wurde mit der Gründung des Départements Lot-et-Garonne auch ein District de Marmande gegründet, der in Teilen dem heutigen Arrondissement entsprach. Am 17. Februar 1800 wurde aus dem Distrikt und um einige Kantone erweitert das Arrondissement gegründet.
Vom 10. September 1926 bis 1. Juni 1942 gehörten Teile des in diesem Zeitraum aufgelösten Arrondissements Nérac zum Arrondissement Marmande.
Siehe auch: Geschichte des Departements Lot-et-Garonne.

## Geografie
Das Arrondissement grenzt im Norden an die Arrondissements Libourne im Département Gironde und Bergerac im Département Dordogne, im Osten an das Arrondissement Villeneuve-sur-Lot, im Südosten an das Arrondissement Agen, im Süden an das Arrondissement Nérac und im Westen an das Arrondissement Langon im Département Gironde.
Im Arrondissement liegen sechs Wahlkreise (Kantone):
- Kanton Le Val du Dropt (mit 15 von 25 Gemeinden)
- Kanton Les Coteaux de Guyenne
- Kanton Les Forêts de Gascogne (mit 16 von 32 Gemeinden)
- Kanton Marmande-1
- Kanton Marmande-2
- Kanton Tonneins

## Gemeinden
Die Gemeinden des Arrondissements Marmande sind:
| 1. Agmé (47002)                     | 2. Agnac (47003)                      | 3. Allemans-du-Dropt (47005)        | 4. Antagnac (47010)                    |
| 5. Argenton (47013)                 | 6. Armillac (47014)                   | 7. Auriac-sur-Dropt (47018)         | 8. Baleyssagues (47020)                |
| 9. Beaupuy (47024)                  | 10. Birac-sur-Trec (47028)            | 11. Bouglon (47034)                 | 12. Bourgougnague (47035)              |
| 13. Brugnac (47042)                 | 14. Calonges (47046)                  | 15. Cambes (47047)                  | 16. Castelmoron-sur-Lot (47054)        |
| 17. Castelnau-sur-Gupie (47056)     | 18. Caubon-Saint-Sauveur (47059)      | 19. Caumont-sur-Garonne (47061)     | 20. Clairac (47065)                    |
| 21. Cocumont (47068)                | 22. Coulx (47071)                     | 23. Couthures-sur-Garonne (47074)   | 24. Duras (47086)                      |
| 25. Escassefort (47088)             | 26. Esclottes (47089)                 | 27. Fauguerolles (47094)            | 28. Fauillet (47095)                   |
| 29. Fourques-sur-Garonne (47101)    | 30. Gaujac (47108)                    | 31. Gontaud-de-Nogaret (47110)      | 32. Grateloup-Saint-Gayrand (47112)    |
| 33. Grézet-Cavagnan (47114)         | 34. Guérin (47115)                    | 35. Hautesvignes (47118)            | 36. Jusix (47120)                      |
| 37. La Sauvetat-du-Dropt (47290)    | 38. Labastide-Castel-Amouroux (47121) | 39. Labretonie (47122)              | 40. Lachapelle (47126)                 |
| 41. Lafitte-sur-Lot (47127)         | 42. Lagruère (47130)                  | 43. Lagupie (47131)                 | 44. Laparade (47135)                   |
| 45. Laperche (47136)                | 46. Lauzun (47142)                    | 47. Lavergne (47144)                | 48. Le Mas-d’Agenais (47159)           |
| 49. Lévignac-de-Guyenne (47147)     | 50. Longueville (47150)               | 51. Loubès-Bernac (47151)           | 52. Marcellus (47156)                  |
| 53. Marmande (47157)                | 54. Mauvezin-sur-Gupie (47163)        | 55. Meilhan-sur-Garonne (47165)     | 56. Miramont-de-Guyenne (47168)        |
| 57. Monteton (47187)                | 58. Montignac-de-Lauzun (47188)       | 59. Montignac-Toupinerie (47189)    | 60. Montpouillan (47191)               |
| 61. Moustier (47194)                | 62. Pardaillan (47199)                | 63. Peyrière (47204)                | 64. Poussignac (47212)                 |
| 65. Puymiclan (47216)               | 66. Puysserampion (47218)             | 67. Romestaing (47224)              | 68. Roumagne (47226)                   |
| 69. Ruffiac (47227)                 | 70. Saint-Astier (47229)              | 71. Saint-Avit (47231)              | 72. Saint-Barthélemy-d’Agenais (47232) |
| 73. Saint-Colomb-de-Lauzun (47235)  | 74. Sainte-Bazeille (47233)           | 75. Sainte-Colombe-de-Duras (47236) | 76. Sainte-Gemme-Martaillac (47244)    |
| 77. Sainte-Marthe (47253)           | 78. Saint-Géraud (47245)              | 79. Saint-Jean-de-Duras (47247)     | 80. Saint-Martin-Petit (47257)         |
| 81. Saint-Pardoux-du-Breuil (47263) | 82. Saint-Pardoux-Isaac (47264)       | 83. Saint-Pierre-sur-Dropt (47271)  | 84. Saint-Sauveur-de-Meilhan (47277)   |
| 85. Saint-Sernin (47278)            | 86. Samazan (47285)                   | 87. Savignac-de-Duras (47294)       | 88. Ségalas (47296)                    |
| 89. Sénestis (47298)                | 90. Seyches (47301)                   | 91. Soumensac (47303)               | 92. Taillebourg (47304)                |
| 93. Tonneins (47310)                | 94. Varès (47316)                     | 95. Verteuil-d’Agenais (47317)      | 96. Villeneuve-de-Duras (47321)        |
| 97. Villeton (47325)                | 98. Virazeil (47326)                  |                                     |                                        |